# Dangerous Woman (singel)
Dangerous Woman – pierwszy singiel amerykańskiej piosenkarki Ariany Grande, promujący jej trzeci album studyjny o tym samym tytule. Twórcami tekstu utworu są Johan Carlsson, Ross Golan, natomiast jego produkcją zajęli się Max Martin, Carlsson. Singel swoją premierę miał 11 marca 2016 roku. „Dangerous Woman” pod względem muzycznym łączy w sobie przede wszystkim muzykę pop oraz R&B. Piosenka otrzymała pozytywne recenzje od krytyków muzycznych, którzy nazwali „dojrzałym” singlem oraz został pochwalony wokal piosenkarki.
Nagranie w Polsce uzyskało status dwukrotnie platynowej płyty.

## Promocja

### Występy na żywo
12 marca 2016 roku, Grande wykonała „Dangerous Woman” oraz „Be Alright” w programie Saturday Night Live.

## Notowanie

### Notowania tygodniowe
| Kraj (2016)                               | Najwyższa pozycja |
| ----------------------------------------- | ----------------- |
| Australia (ARIA)                          | 18                |
| Austria (Ö3 Austria Top 40)               | 21                |
| Belgia (Ultratop 50 Flandria)             | 52                |
| Belgia (Ultratop 50 Walonia)              | 56                |
| Czechy (Singles Digitál Top 100)          | 17                |
| Dania (Tracklisten)                       | 31                |
| Finlandia (Musiikkituottajat)             | 10                |
| Francja (SNEP)                            | 36                |
| Grecja Digital Songs (Billboard)          | 1                 |
| Hiszpania (PROMUSICAE)                    | 11                |
| Holandia (Dutch Top 40)                   | 16                |
| Holandia (Single Top 100)                 | 21                |
| Irlandia (IRMA)                           | 27                |
| Japonia (Japan Hot 100)                   | 94                |
| Kanada (Canadian Hot 100)                 | 14                |
| Niemcy (Media Control Charts)             | 30                |
| Norwegia (VG-lista)                       | 28                |
| Nowa Zelandia (Recorded Music NZ)         | 22                |
| Słowacja (Singles Digitál Top 100)        | 18                |
| Stany Zjednoczone (Billboard Hot 100)     | 10                |
| Stany Zjednoczone (Top 40 Mainstream)     | 16                |
| Szkocja (The Official Charts Company)     | 7                 |
| Szwajcaria (Schweizer Hitparade)          | 29                |
| Szwecja (Sverigetopplistan)               | 45                |
| Wielka Brytania (Official Charts Company) | 17                |
| Włochy (FIMI)                             | 19                |